# كانديولو
كانديولو هي كومونا في مدينة تورينو الحضرية في المنطقة الإيطالية بيدمونت ، وتقع على بعد حوالي 14 كيلومتر (9 ميل) جنوب غرب تورينو . ويقع مقر Istituto per la Ricerca e Cura del Cancro (IRCC ، "معهد البحث وعلاج السرطان").

## المدن التوأم - المدن الشقيقة
كانديولو توأمة مع:
- Santa Cruz, Cape Verde, since 2005
- Pouilly-sous-Charlieu, France, since 2007

## روابط خارجية
- الموقع الرسمي